# Eremiaphilidae
Eremiaphilidae è una famiglia di insetti dell'ordine Mantodea.

## Tassonomia
Comprende i seguenti generi:
- Eremiaphila Lefebvre, 1835
- Heteronutarsus Lefebvre, 1835